# Teresa Filangieri Fieschi Ravaschieri

Stemma Filangieri

Teresa Filangieri Fieschi Ravaschieri (Napoli, 5 gennaio 1826 – Napoli, 10 settembre 1903) è stata una filantropa e scrittrice italiana.

## Biografia

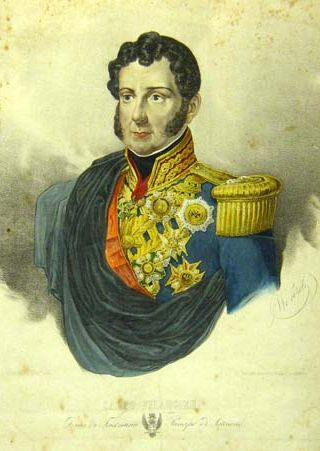
Il generale Carlo Filangieri, padre di Teresa

Teresa Filangeri fu nipote del celebre filosofo e giurista Gaetano Filangieri, figlia del generale Carlo Filangieri e sorella minore di Gaetano Filangieri, principe di Satriano.
Educata assai severamente, in specie dalla nonna paterna, la nobile ungherese Charlotte Frendel, a metà del secolo divenne amica della filantropa pietista Pauline Marie de La Ferronays e iniziò a dedicare la sua vita ai poveri. Raccolse per la strada numerosissimi indigenti assumendoli in casa come domestici o semplicemente mantenendoli economicamente. Durante il colera del 1873 organizzò le cucine popolari gratuite.
Appassionata di teatro amatoriale, organizzò numerosi spettacoli teatrali devolvendone il ricavato in beneficenza. Nel 1880, grazie a molti contributi ricevuti, anche dalla famiglia reale, fondò un ospedale per malattie infantili intitolato a sua figlia Lina, morta appena dodicenne.
Durante la Campagna d’Africa fu a capo della Croce Rossa e ai reduci della battaglia di Adua offrì come residenza la sua villa principesca a Pozzuoli. Sposò Vincenzo Fieschi Ravaschieri, duca di Roccapiemonte.
Morì a Posillipo il 10 settembre 1903.

## Opere
- Storia della carità napoletana , 4 voll., Napoli, Real Tipografia Giannini; poi Napoli, Stab. tip. di A. Morano, 1875-1879. Comprende:

1: S. Eligio Maggiore, Casa Santa dell'Annunziata, S. Maria del Popolo degl'Incurabili, Napoli, Real Tipografia Giannini, 1875.
2: Ospizio dei SS. Pietro e Gennaro extra moenia, il Pio Monte della misericordia, 1876. Napoli, Real Tipografia Giannini, 1876.
3: La SS. Trinita de' Pellegrini e Convalescenti, R. Albergo de' Poveri, Napoli, Morano, 1878.
4: Conservatorii, ritiri, collegi, convitti, Napoli, Morano, 1879.
- Storia della carità napoletana. Le confraternite, Napoli : Stab. tip. di A. Morano, 1882.
- La carità nell'isola d'Ischia, Napoli, Tipi del cav. A. Morano, 1883.
- L'Abetone pistojese e le sue speranze. Ricordi, Napoli, Stab. tip. del cav. Antonio Morano, 1886.
- Paolina Craven e la sua famiglia, Napoli, Antonio Morano, 1892.
- Cucine semi-gratuite e asilo dormitorio in Napoli, Napoli, Real Tipografia Giannini, dopo il 1896?
- Lettera aperta all'illustrissimo signor Comm. Celestino Summonte sindaco di Napoli, Napoli, Stab. Civelli, 1899.
- Il generale Carlo Filangieri, principe di Satriano e duca di Taormina, Milano, Treves, 1902.
- Come nacque il mio ospedale, Napoli, Reale Stab. tip. Pansini, 1903.